# Ramsele socken
Ramsele socken i Ångermanland ingår sedan 1974 i Sollefteå kommun och motsvarar från 2016 Ramsele distrikt.
Socknens areal är 1 028,20 kvadratkilometer, varav 965,40 land. År 2000 fanns här 1 842 invånare. Kyrkbyn Ramsele med sockenkyrkorna Ramsele gamla kyrka och Ramsele nya kyrka ligger i socknen. 

## Administrativ historik
Ramsele socken har medeltida ursprung. Under senare delen av 1400-talet utbröts Helgums socken, Edsele socken och Fjällsjö socken. Delar av socknen har överförts till Ströms socken i Jämtlands län: 1840 Stamsele och Täxan, 1883 Björkhöjden, 1891  Sporrsjönäs, Stamåsen, Storhöjden och en kronomark.
Vid kommunreformen 1862 övergick socknens ansvar för de kyrkliga frågorna till Ramsele församling och för de borgerliga frågorna bildades Ramsele landskommun. Landskommunen utökades 1952 och uppgick 1974 i Sollefteå kommun. Församlingen uppgick 2007 i Ramsele-Edsele församling.
1 januari 2016 inrättades distriktet Ramsele, med samma omfattning som församlingen hade 1999/2000.  
Socknen har tillhört fögderier, tingslag och domsagor enligt vad som beskrivs i artikeln Ångermanland.  De indelta båtsmännen tillhörde Andra Norrlands förstadels båtsmanskompani.

## Geografi
Ramsele socken ligger kring Fjällsjöälven och Faxälven nordväst om Sollefteå. Socknen har odlingsbygd vid älvarna och är i övrigt en kuperad, myrrik skogsbygd som når 558 meter över havet.

## Fornlämningar
Cirka 70 boplatser från stenåldern är kända, liksom tre gravhögar från järnåldern.  Cirka 180 fångstgropar har påträffats.

## Namnet
Namnet (1270-talet Rafnasill) innehåller efterleden sel, 'lugnvatten i å eller älv' och ett område med lugnvatten finns i Faxälven vid kyrkan.  Förleden kan innehålla ramn', 'korp' och syftande till vattendraget då tolkas som 'ådelen med korpsvart lugnvatten, eller som Korpån.

## Befolkningsutveckling
| Befolkningsutvecklingen i Ramsele socken 1750–1990                                                       | Befolkningsutvecklingen i Ramsele socken 1750–1990 | Befolkningsutvecklingen i Ramsele socken 1750–1990 | Befolkningsutvecklingen i Ramsele socken 1750–1990 | Befolkningsutvecklingen i Ramsele socken 1750–1990 |
| --- | -------------------------------------------------- | -------------------------------------------------- | -------------------------------------------------- | -------------------------------------------------- |
| |                                                    |                                                    |                                                    |                                                    |
| År |                                                    |                                                    | Folkmängd                                          |                                                    |
| 1750 | 1750                                               |                                                    | 317                                                |                                                    |
| 1760 | 1760                                               |                                                    | 367                                                |                                                    |
| 1769 | 1769                                               |                                                    | 457                                                |                                                    |
| 1780 | 1780                                               |                                                    | 470                                                |                                                    |
| 1790 | 1790                                               |                                                    | 513                                                |                                                    |
| 1800 | 1800                                               |                                                    | 619                                                |                                                    |
| 1810 | 1810                                               |                                                    | 762                                                |                                                    |
| 1820 | 1820                                               |                                                    | 885                                                |                                                    |
| 1830 | 1830                                               |                                                    | 1 203                                              |                                                    |
| 1840 | 1840                                               |                                                    | 1 331                                              |                                                    |
| 1850 | 1850                                               |                                                    | 1 535                                              |                                                    |
| 1860 | 1860                                               |                                                    | 1 672                                              |                                                    |
| 1870 | 1870                                               |                                                    | 2 194                                              |                                                    |
| 1880 | 1880                                               |                                                    | 2 733                                              |                                                    |
| 1890 | 1890                                               |                                                    | 3 343                                              |                                                    |
| 1900 | 1900                                               |                                                    | 3 719                                              |                                                    |
| 1910 | 1910                                               |                                                    | 3 963                                              |                                                    |
| 1920 | 1920                                               |                                                    | 4 215                                              |                                                    |
| 1930 | 1930                                               |                                                    | 4 338                                              |                                                    |
| 1940 | 1940                                               |                                                    | 4 220                                              |                                                    |
| 1950 | 1950                                               |                                                    | 5 191                                              |                                                    |
| 1960 | 1960                                               |                                                    | 4 212                                              |                                                    |
| 1970 | 1970                                               |                                                    | 2 812                                              |                                                    |
| 1980 | 1980                                               |                                                    | 2 411                                              |                                                    |
| 1990 | 1990                                               |                                                    | 2 101                                              |                                                    |
| Anm: Källor: Umeå universitet - Tabellverket 1749-1859, Demografiska databasen, CEDAR, Umeå universitet. |                                                    |                                                    |                                                    |                                                    |